# Lanice expansa
Lanice expansa är en ringmaskart som beskrevs av Treadwell 1906. Lanice expansa ingår i släktet Lanice och familjen Terebellidae. Inga underarter finns listade i Catalogue of Life.